# Miedzuch
Miedzuch – wąska uliczka oddzielająca domy, kramy lub działki budowlane wewnątrz miasta. Miedzuchy typowe były dla miast średniowiecznych, powstają również współcześnie, najczęściej jako ścieżki biegnące miedzą, czyli granicą działek (stąd nazwa). Miedzuch nie był używany jako pełnowartościowy trakt komunikacyjny, służył jako zaplecze lub droga zaopatrzeniowa, do odprowadzania wody deszczowej z dachów, jako zabezpieczenie przeciwpożarowe. Na skutek rozwoju miast uliczki te często były zabudowywane i zanikały.

## Galeria

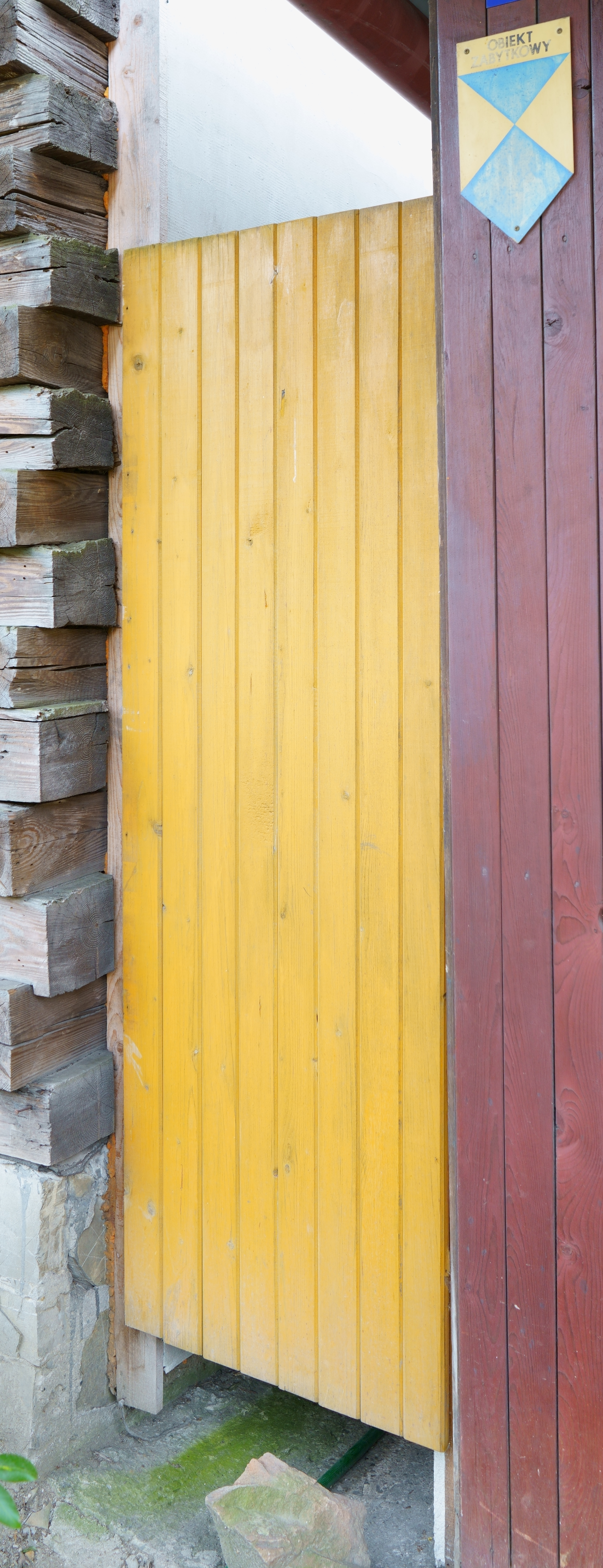
Lanckorona Rynek 35
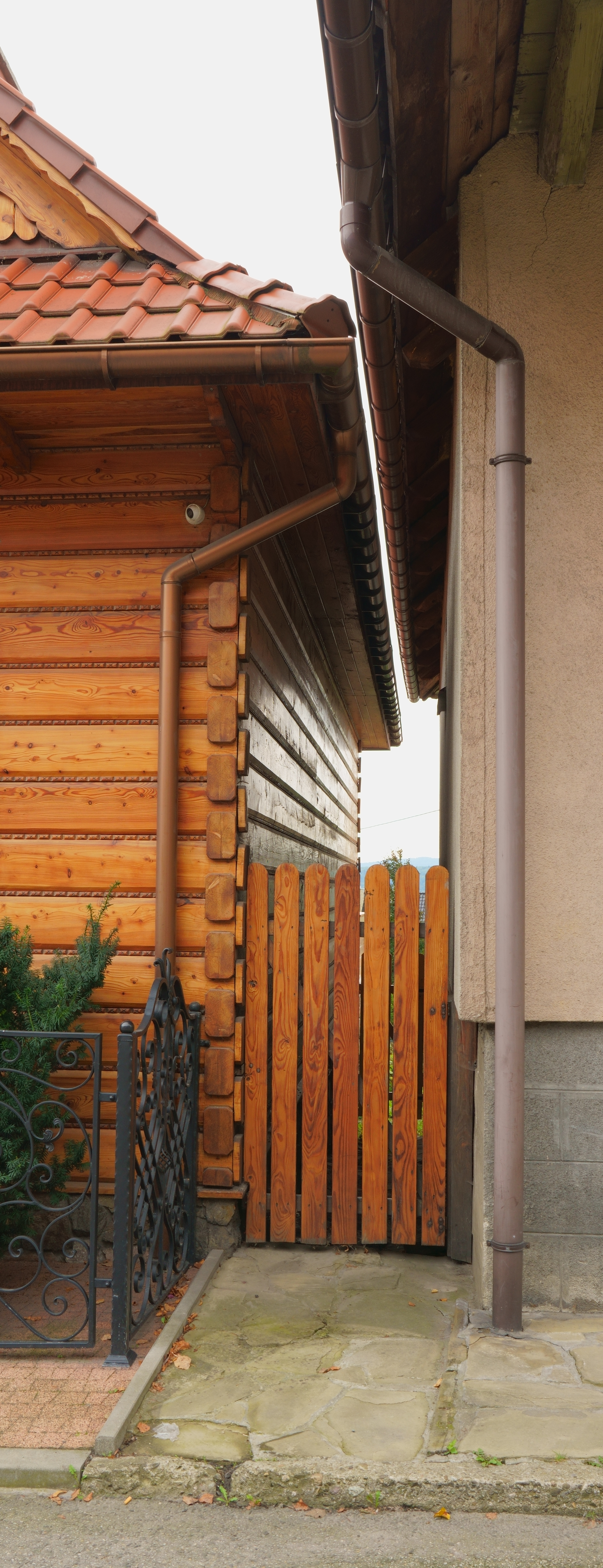
Lanckorona ul. Świętokrzyska
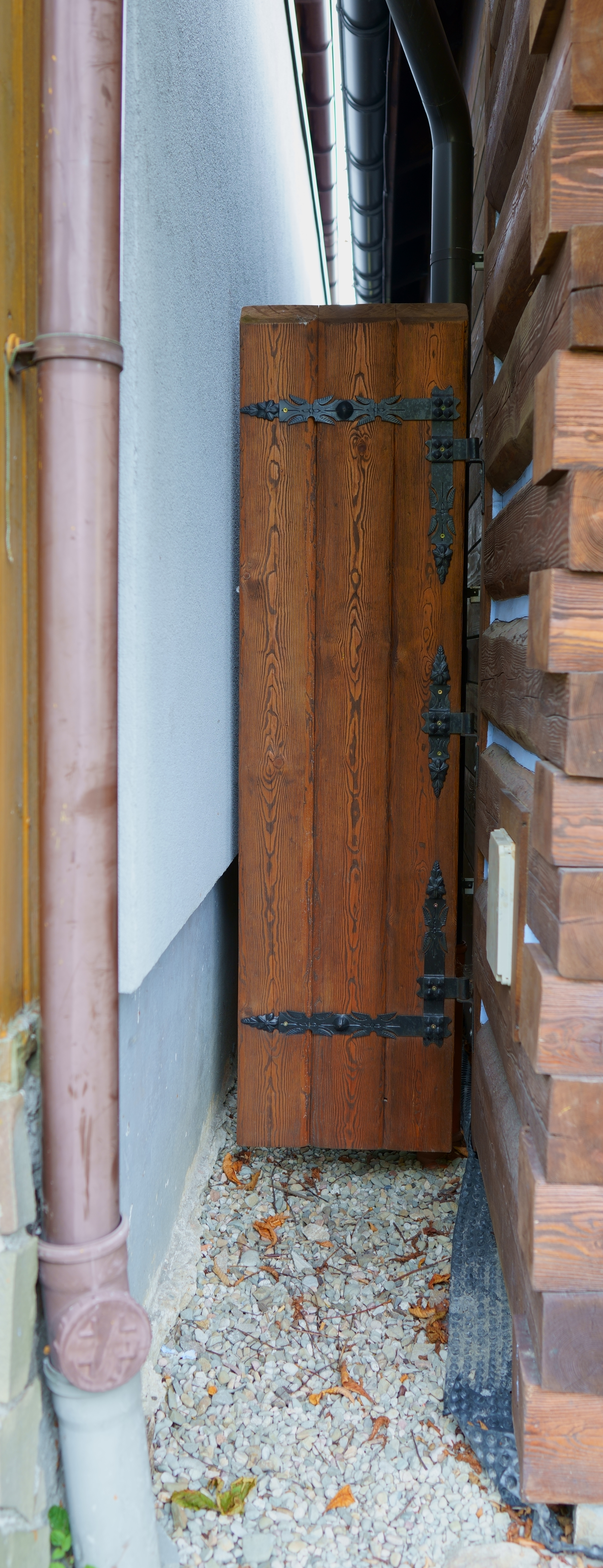
Lanckorona Rynek